# Televisietoren van Almaty
De televisietoren van Almaty is een tv-toren in de stad Almaty in Kazachstan.
De toren werd tussen 1975 en 1983 gebouwd en is een van de grootste alleenstaande torens ter wereld. De toren staat op de helling van de berg Köktöbe (Kazachs: Көктөбе, Groenere heuvel). De toren zelf is 371,5 m hoog, de 114 m hoge zendmast reikt tot meer dan duizend meter boven zeeniveau.
De toren heeft twee dekken, op een hoogte van 146 en 252 m. Ze kunnen bereikt worden met twee hogesnelheidsliften, maar zijn echter niet toegankelijk voor het publiek.
Omdat de stad vaak geteisterd wordt door aardbevingen, is de toren ontworpen om schokken tot een kracht van 10 op de schaal van Richter te weerstaan.